# Astacilla cingulata
Astacilla cingulata es una especie de crustáceo isópodo marino de la familia Arcturidae.

## Distribución geográfica
Se distribuye por la zona del estrecho de Gibraltar.